# Eariodes
Eariodes is een geslacht van vlinders van de familie spanners (Geometridae), uit de onderfamilie Ennominae.

## Soorten
- E. bimaculata D. Jones, 1921
- E. flavicilia D. Jones, 1921
- E. variomacula Warren, 1897